# 角田市立金津中学校
角田市立金津中学校（かくだしりつ かなづちゅうがっこう）は、宮城県角田市尾山にあった公立中学校。

## 校訓
勤勉・情操・健康

## 沿革
- 1947年（昭和22年）4月1日 - 藤尾村枝野村組合立金津中学校として開校
- 1954年（昭和29年）10月11日 - 町村合併により角田町立金津中学校と改称
- 1958年（昭和33年）10月1日 - 市制施行により角田市立金津中学校に改称
- 2022年（令和4年）3月31日 - 角田中学校と統合し、閉校[2]

## 学区
- 角田市立枝野小学校、角田市立藤尾小学校の通学区域[4]